# PLIB
PLIB é um conjunto de bibliotecas de código aberto portátil para jogos de computador originalmente escrito por Steve Baker em 1997 e licenciado sob a LGPL.
PLIB inclui efeitos de som, música, uma completa engine 3D, renderizador de fonte, uma biblioteca de janelas simples, um linguagem de script para jogos, uma GUI, networking, biblioteca matemática 3D e uma coleção de funções úteis. Todos sao 100% portáveis em quase todas as modernas plataformas de computação. Cada componente da biblioteca é razoavelmente independente dos outros para promover a substituição por outras bibliotecas como a SDL ou FLTK.